# Aspidoglossum angustissimum
Aspidoglossum angustissimum là một loài thực vật có hoa trong họ La bố ma. Loài này được (K.Schum.) Bullock mô tả khoa học đầu tiên năm 1952.